# Me quemo
Singles de Kendji Girac
Cool
(2015) Les Yeux de la mama
(2015)
Clip vidéo
[vidéo] « Me quemo », sur YouTube
Me quemo est une chanson du chanteur français Kendji Girac parue sur son second album, Ensemble. Elle est sortie le 2 septembre 2015 en tant que premier single de l'album. Le clip est sorti le 22 septembre.

## Classements et certifications
| Classement (2015-2016)                  | Meilleure position |
| --------------------------------------- | ------------------ |
| Belgique (Wallonie Ultratop 50 Singles) | 4                  |
| Belgique (Wallonie Ultratop 50 Airplay) | 7                  |
| France (SNEP)                           | 7                  |
| Suisse (Charts Romandie)                | 11                 |

| Classement (2015)            | Position |
| ---------------------------- | -------- |
| Belgique (Wallonie Ultratop) | 91       |
| France (SNEP)                | 88       |

### Certification
| Pays                                                                       | Certification | Ventes certifiées |
| -------------------------------------------------------------------------- | ------------- | ----------------- |
| France (SNEP)                                                              | Or            | 75 000‡           |
| xNon précisé par la certification ‡ventes/streaming selon la certification |               |                   |